# グロワール・ブリエ東京
株式会社グロワール・プリエ東京は、東京都港区に本社を置き、エステティックサロンを経営していた企業である。

## 概要
女性専用の脱毛のサロン エターナル・ラビリンス（略称：エタラビ）を東京都、神奈川県、大阪府、宮城県、福岡県に展開をしていた。CMでのイメージキャラクターは山下智久、鉢嶺杏奈。
2016年に脱毛エステに関わる特定商取引法違反で、消費者庁から新規勧誘の契約を8月25日から9カ月間禁止する業務停止命令の行政処分を受けた（2016年12月に東京地方裁判所がこの行政処分命令の執行停止を決定している）。
2015年9月期に純資産において債務超過に陥ったことに追い打ちをかける形での業務停止命令で、急激に資金繰りが悪化。グロワール・プリエ東京と子会社であるミスプレミアムは2016年9月23日にRVHから合計3億5000万円の資金を借り入れたが、同年10月23日の返済期限までに返済することができず、同年10月26日にRVHは担保権を実行し、店舗資産などの所有権をRVH傘下のミュゼプラチナムに帰属させたたと同時に、ミュゼプラチナムとの間でグロワール・ブリエ東京とミスプレミアムが所有する店舗などの資産をミュゼプラチナムへ譲渡する契約を締結。2017年3月24日にミュゼプラチナムに事業を譲渡したと同時に事業を停止した。
ミュゼプラチナムへ事業を譲渡したことにより今後の事業継続は不可能であることや、多額の負債を背負っていたことから、2017年3月28日に東京地方裁判所へ自己破産を申請し、4月5日に破産手続きが開始された。破産申請時点で負債総額は約97億7225万円。エステ関連企業の倒産としてはこの時点でアール･ビー･エムに次いで過去2番目の負債額となった。関連会社で「ラットタット（ra・tt・at）」を運営していたミスプレミアムも破産手続きが開始されて連鎖倒産した。
ミスプレミアムは2019年5月に、グロワール・ブリエ東京は同年6月に債権者に対する最終配当が完了。2社とも2019年6月26日に破産手続結了決定を受けたと同時に、法人格が消滅した。

## 沿革
- 2002年（平成14年）11月 - 創業
- 2003年（平成15年）12月 - エターナル・ラビリンス設立
- 2016年（平成28年）
  - 8月 - 脱毛エステの会員勧誘広告の内容が誇大なうえ、解約した会員への返金を拒んで特定商取引法に違反したとして、消費者庁より8月25日付で新規会員勧誘や契約を9カ月間禁止する行政処分を受ける。
  - 10月26日 - ミュゼプラチナムに店舗などの資産を譲渡[3]。
  - 12月 - 東京地方裁判所から、8月に消費者庁から下された行政処分の執行停止決定を受け、通常営業となる。
- 2017年（平成29年）
  - 3月24日 - ミュゼプラチナムに事業を譲渡したと同時に事業停止[4]。
  - 3月28日 - 東京地方裁判所に自己破産を申請[5][6]。
  - 4月5日 - 東京地方裁判所より破産手続き開始決定を受ける[5][6]。
- 2019年（令和元年）6月26日 - 東京地方裁判所から破産手続結了決定を受ける。同時に法人格消滅。

## 加盟団体
- 一般社団法人 日本全身美容協会　（会員Mo.JTBA04A0140）[10]
- 一般社団法人 日本医療・美容研究協会　（JMB）　加盟店[11]